# جنبش ارگانیک

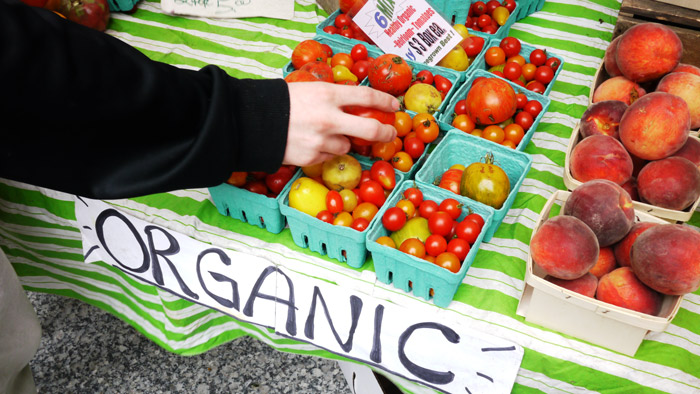
گوجه فرنگی ارگانیک

جنبش ارگانیک (به انگلیسی: Organic movement) به‌طور گسترده به سازمان‌ها و افراد درگیر در سراسر جهان در ترویج مواد غذایی ارگانیک و دیگر محصولات ارگانیک اشاره دارد. در نیمه اول سدهٔ بیستم، زمانی که شیوه‌های کشاورزی نوین در مقیاس بزرگ پدید آمد، آغازشد.

## تعریف
یک محصول ارگانیک را می‌توان به‌طور کلی به‌عنوان بدون مواد شیمیایی سمی توصیف کرد (از جمله آفت‌کش‌های مصنوعی، علف‌کش‌های دارای آرسنیک، بیوسولیدهای لقاح، افزودنی‌های شیمیایی مواد غذایی ، آنتی‌بیوتیک‌ها، هورمون‌های مصنوعی، و حلال‌های صنعتی). علاوه برنداشتن مواد شیمیایی مصنوعی، "ارگانیک" به معنای دستکاری‌نشده ژنتیکی و عدم استفاده از پرتو یونی است که می‌تواند باعث رادیکال‌های آزاد و حذف ویتامین‌ها شود. برای مثال، USDA ارگانیک در برابر چنین چیزهایی، از جمله مهندسی ژنتیک در محصولات یا در خوراک دام، را محدود می‌کند و به‌طور خودکار استفاده از محصولات GMO را به عنوان برچسب ارگانیک و ارگانیک ممنوع می‌کند. اجازه استفاده از برچسب «غیردستکاری‌شده ژنتیک» مشابه پروژه غیرGMO را می‌دهد.
در بریتانیا، اصطلاحی که برای غذا استفاده می‌شود، غذای طبیعی است.